# Guzaarish
Pour plus de détails, voir Fiche technique et Distribution.
Guzaarish (hindi : गुज़ारिश) est un film de Bollywood réalisé par Sanjay Leela Bhansali, sorti le 19 novembre 2010 en Inde et en France. Les rôles principaux sont tenus par Hrithik Roshan et Aishwarya Rai Bachchan. Le film obtient un budget de 4 millions de roupies indiennes.

## Synopsis
L'histoire se déroule à Goa, dans la maison de l'un des magiciens les plus accomplis de l'époque - Ethan Mascarenhas (Hrithik Roshan). Comme frappé par le destin, Ethan devient tétraplégique lorsque son ancien meilleur ami, qui est également magicien, le trahit en ruinant l'un de ses tours les plus dangereux. Confiné dans un fauteuil roulant, le pouvoir d’Ethan devient de plus en plus fort. Il devient le Jockey d'une station de radio FM qui s'appelle Radio Zindagi. Son spectacle crée l'espoir, la magie et le rire par son esprit et son humour irrésistible à tous ceux qui l’écoutent et l’appellent, ce qui rend difficile d'imaginer que c'est un homme qui a été immobilisé par une blessure à la colonne vertébrale pour les quatorze dernières années de sa vie. Sofia D'Souza (Aishwarya Rai Bachchan), est sa charmante infirmière qui l’a l'accompagné comme une ombre pendant les douze dernières années, ayant quitté son mari dominateur. La vie d'Ethan tourne autour de Sofia et ils partagent un amour silencieux tacite qui est à la fois beau et fougueux.
Toutefois, le jour du quatorzième anniversaire de son accident, Ethan décide de prendre les choses en mains et dépose un recours devant le tribunal pour euthanasie. Cela laisse Sofia dans une impasse et lance un défi à leur relation et leur amour. Ethan obtient de l'aide de son meilleur ami et avocat Devyani Dutta (Shernaz Patel) à l'appui de sa demande. Devyani, hésite au début, mais plus tard, comprend la demande d’Ethan, accepte son raisonnement et décide de soutenir sa cause, à la suite de laquelle elle est dénoncée comme étant cruelle par d'autres. Surprenant tout le monde avec son attitude, la mère d’Ethan, Isabel Mascarenhas (Nafisa Ali) soutient également la demande de son fils. Bien que le médecin d’Ethan, le Dr Nayak (Suhel Seth), un neurologue, tente de le persuader de revenir sur sa décision, il se laisse finalement convaincre quand il se rend compte que l'ami en lui est beaucoup plus fort que le médecin.
D’autre part, un jeune homme nommé Omar Siddiqui (Aditya Roy Kapoor) entre dans la vie d'Ethan dans le seul but d'apprendre la magie de cet homme qu'il considère comme le plus grand des magiciens. Omar est sérieux et motivé par une passion pour apprendre la magie, est hyperactif et très vif dans ses actions - une opposition à l'inertie d'Ethan. Impressionné par son amour pour la magie, Ethan accepte de transmettre son héritage à Omar même s’il doit se battre bec et ongles pour revendiquer le droit le plus fondamental de sa propre vie. L'éthique, la morale, la cruauté et la gentillesse de la mission d'Ethan frappe chacun d’un tourbillon d'émotions allant de la rage à la tristesse.

## Fiche technique
Sauf mention contraire, cette fiche technique est établie à partir d'IMDb.
- Titre français : Guzaarish
- Titre original en hindi : गुज़ारिश
- Réalisation : Sanjay Leela Bhansali
- Scénario : Sanjay Leela Bhansali, d'après le dialogue de Bhavani Iyer, Vibhu Puri
- Décoration artistique : Rajnish Hedao
- Décors : Sumit Basu
- Costumes : Sabyasachi Mukherji
- Musique : Sanjay Leela Bhansali
- Montage : Hemal Kothari
- Son : Dileep Subramanian
- Photographie : Sudeep Chatterjee
- Production : Sanjay Leela Bhansali, Ronnie Screwvala
- Sociétés de production[3] : Prime Focus, Sanjay Leela Bhansali Films, UTV Motion Pictures
- Budget de production : 4 millions de roupies
- Pays d'origine :  Inde
- Langues : Hindi, anglais
- Format[4] : Couleurs - 2,35:1 - DTS / Dolby Digital - 35 mm
- Genre : drame, romance
- Durée : 126 minutes (2 h 06)
- Dates de sorties en salles[5] :

 Inde : 19 novembre 2010
 France : 19 novembre 2010
 Arabie saoudite : 16 novembre 2010
 Canada : 19 novembre 2010
 Corée du Sud : 2 novembre 2011
 États-Unis : 19 novembre 2010
 Irlande : 19 novembre 2010
 Pérou : 2 février 2012
- Recettes :

 Mondial : 4 millions de roupies

## Distribution
- Hrithik Roshan : Ethan Mascarenhas[6]
- Aishwarya Rai Bachchan : Sofia D'Souza[7]
- Shernaz Patel : Devyani Dutta
- Aditya Roy Kapoor : Omar Siddiqui
- Nafisa Ali : Isabel Mascarenhas
- Monikangana Dutta : Estella Francis
- Suhel Seth : Dr. Nayak
- Rajit Kapoor : Vipin Patel
- Ash Chandler : Yasser Siddiqui
- Vijay Crishna : Juge Rajhansmoni
- Makrand Deshpande : Nevile D'Souza
- Olivier Lafont : Père Samuel
- Jineet Rath : Ethan (jeune)
- Parveen Rabbani : Rosy
- Farida Mistry : Maria

## Musique

### Bande originale
La bande originale du film est composée par Sanjay Leela Bhansali. Elle contient 10 chansons. Les paroles furent écrites par A. M. Turaz.
| 1.    | Guzaarish Hai Ye Jo Barish                            | K.K, Shail Hada                                  | 4:19 |
| 2.    | Sau Grma Zindagi Sambhal Ke (Paroles: Vibhu Puri)     | Kunal Ganjawala                                  | 4:42 |
| 3.    | Tera Zikr Hai Ya                                      | Rakesh Pandit, Shail Hada                        | 4:59 |
| 4.    | Saiba Mazo Saiba Pala (Paroles: Vibhu Puri)           | Shail Hada, François Castellino, Vibhavari Joshi | 3:26 |
| 5.    | Jaane Kiske Khwaab Takiye                             | K.K.                                             | 2:58 |
| 6.    | Udi Tere Aankhoin Se                                  | Sunidhi Chauhan, Shail Hada                      | 3:22 |
| 7.    | Keh Na Saku Main (Paroles: Vibhu Puri, Jagdish Joshi) | Shail Hada                                       | 3:47 |
| 8.    | Chaand Ki Katori Hai (Paroles: Vibhu Puri)            | Harshdeep Kaur                                   | 5:25 |
| 9.    | Daayein Baayein Chahat Chaye                          | K.K                                              | 3:28 |
| 10.   | Dhundhli Dhundhli Shaam Hui                           | Shankar Mahadevan                                | 3:53 |
| 40:19 |                                                       |                                                  |      |